# NGC 4473
NGC 4473 és una galàxia el·líptica situada a uns 50 milions d'anys llum de distància a la constel·lació de la Cabellera de Berenice. Va ser descoberta per l'astrònom William Herschel el 8 d'abril de 1784. NGC 4473 té una inclinació d'aproximadament 71°. NGC 4473 és membre d'una cadena de galàxies anomenada Cadena Markarian que forma part del cúmul de galàxies més gran de la Verge.

## Cúmuls globulars
NGC 4473 té una població estimada de 376 ± 97 cúmuls globulars. Els cúmuls poden haver-se format a partir del resultat de múltiples fusions menors que van ajudar a formar les regions externes de la galàxia.

## Característiques de contra-rotació
NGC 4473 té dos discos estel·lars contra-rotatius incrustats a les regions interiors de la galàxia. Es poden haver format a partir de l'acreció de gas de fora de la galàxia, o per la fusió de galàxies riques en gas.

## Forat negre supermassiu
Utilitzant el Telescopi espacial Hubble i les dades espectroscòpiques des de terra per mesurar els moviments de les estrelles al centre de la galàxia, Douglas Richstone i col·legues de la Universitat de Michigan han conclòs que NGC 4473 té un forat negre supermassiu amb una massa estimada aproximadament 100 milions de masses solars (1 × 108 M☉). S'estima que el seu diàmetre ronda les 4.459 unitats astronòmiques.